# (1473) Ounas
(1473) Ounas est un astéroïde de la ceinture principale.

## Description
(1473) Ounas est un astéroïde de la ceinture principale. Il fut découvert le 22 octobre 1938 à Turku par Yrjö Väisälä. Il présente une orbite caractérisée par un demi-grand axe de 2,57 UA, une excentricité de 0,24 et une inclinaison de 13,6° par rapport à l'écliptique.
Il est nommé de la rivière Ounasjoki en Finlande.

## Compléments